# Nhà thờ Cộng đồng Willow Creek
Nhà thờ Cộng đồng Willow Creek (hoặc đơn giản là Nhà thờ Willow Creek) là một đại giáo đoàn Cơ Đốc Liên phái tại ngoại ô South Barrington thuộc thành phố Chicago, Illinois. Thành lập ngày 12 tháng 10 năm 1975 bởi Bill Hybels, hiện nay vẫn là Quản nhiệm trưởng của nhà thờ. Tại đây tổ chức ba lễ thờ phượng mỗi cuối tuần với số người tham dự lên đến khoảng 20.000, hiện nay là giáo đoàn lớn thứ hai tại Mỹ, chỉ đứng sau Nhà thờ Lakewood ở Houston, Texas, và được xem là giáo đoàn có nhiều ảnh hưởng nhất tại đất nước này theo một cuộc thăm dò các quản nhiệm trên toàn quốc.

#### Lịch sử
Được khởi xướng bởi Bill Hybels và Dave Holmbo từ những thành công của họ khi đang làm việc cho mục vụ thanh niên tại Nhà thờ South Park, và từ ước nguyện muốn thành lập một giáo đoàn để phát triển các phương pháp thích ứng cho việc dạy Kinh Thánh cũng như ứng dụng âm nhạc và kịch nghệ vào các chương trình thờ phượng. Ngày 12 tháng 10 năm 1975, tín hữu giáo đoàn nhóm lại lần đầu tiên tại một địa điểm thuê mướn của Nhà hát Willow Creek ở Palatine, Illinois. Năm 1977, nhà thờ mua được một khu đất rộng 90 mẫu Anh tại South Barrington để xây lễ đường. Lễ thờ phượng đầu tiên được tổ chức ở tòa nhà mới vào tháng 2 năm 1981. Từ đó, tòa nhà được nới rộng gấp đôi và khu đất được mở rộng đến 155 mẫu Anh. Hiện nay có gần 100 chương trình mục vụ được thiết kế để đáp ứng nhu cầu của các nhóm dân tộc và lứa tuổi khác nhau. Lễ đường Nhà thờ Willow Creek khánh thành năm 2005 với hơn 7.200 chỗ ngồi là thính đường lớn nhất Hoa Kỳ.

#### Xác tín
Nhà thờ Cộng đồng Willow Creek xác tín rằng sứ mạng của họ là "giúp mọi người chấp nhận đức tin Cơ Đốc để trở thành những môn đệ toàn tâm toàn ý của Chúa Giê-xu". Lập nền trên Kinh Thánh với xác tín rằng Kinh Thánh được soi dẫn bởi Thiên Chúa, là chân xác và là thẩm quyền tối hậu trên mọi vấn đề Kinh Thánh đề cập đến. Được soi dẫn bởi Kinh Thánh, giáo đoàn tin rằng:
- Chỉ có một Thiên Chúa, hiện hữu vĩnh cửu trong ba thân vị - Cha, Con, và Thánh Linh – mỗi thân vị đều sở hữu đầy đủ các thuộc tính thần thượng.
- Con người được Thiên Chúa dựng nên để tương giao với Ngài, nhưng do con người khước từ Thiên Chúa, họ cần phải nhận lãnh ân điển cứu rỗi qua sự hối cải và đức tin, hầu có thể phục hòa với Thiên Chúa.
- Chúa Giê-xu Cơ Đốc sống một đời vô tội trên đất và tự nguyện đền tội thay cho nhân loại bằng cái chết trên cây thập tự để cứu rỗi người tin nhận Ngài. Chúa Giê-xu sống lại từ kẻ chết và là đấng trung bảo giữa chúng ta và Thiên Chúa. Ngài sẽ trở lại để đoán xét thế gian.
- Chúa Thánh Linh cáo trách tội lỗi để đem tội nhân đến với Chúa Cơ Đốc và quyền năng của Ngài vận hành trong lòng tín hữu để tăng trưởng tâm linh và xứng hiệp phục vụ hội thánh.
- Sứ mạng của hội thánh là tôn vinh Thiên Chúa và phục vụ những người đang thiếu thốn.
- Đến ngày sau rốt, thân xác mọi người sẽ hồi sinh và sẽ chịu phán xét. Những ai được tha tội trong Chúa Cơ Đốc sẽ hưởng mối tương giao vĩnh hằng với Thiên Chúa.

#### Tổ chức
Với nhiều chương trình mục vụ dành cho các nhóm tuổi khác nhau, được đặt dưới sự hướng dẫn của bốn định chế lãnh đạo, nhà thờ Willow Creek thiết lập các "giáo đoàn khu vực" trong thành phố Chicago theo phương châm "Một nhà thờ. Nhiều Địa điểm". Mỗi giáo đoàn khu vực tự tổ chức lễ thờ phượng, nghiên cứu Kinh Thánh, cũng như các chương trình dành cho sinh viên và thiếu nhi. Nhà thờ cũng phát triển các chương trình mục vụ dành cho người vô gia cư và gái mại dâm tại khu vực trung tâm thành phố.

#### Hiệp hội Willow Creek
Năm 1992, Hiệp hội Willow Creek được thành lập nhằm kết nối các nhà thờ với mục tiêu "đến với những người chưa biết Chúa". Hiệp hội tổ chức các hội nghị huấn luyện và kỹ năng lãnh đạo cũng như phát triển các nguồn lực cho các nhà thờ thành viên. Hiện có hơn 11.000 nhà thờ thành viên đến từ 90 giáo phái và 45 quốc gia.
Từ năm 1996, Hiệp hội Willow Creek tổ chức Hội nghị Lãnh đạo thường niên. Diễn giả tại các hội nghị này có: Tổng thống Bill Clinton, Karen Hughes (Cố vấn Đặc biệt cho Tổng thống George W. Bush), Tim Sanders của Yahoo, và Mục sư Rick Warren.